# Silent Bible
《Silent Bible》는 미즈키 나나의 22집 싱글이다. 2010년 2월 10일에 출시되었다.

## 곡 목록
1. "Silent Bible"
2. "Polaris"
3. "UNCHAIN∞WORLD"
4. "undercover"